# NGC 2990
NGC 2990 је спирална галаксија у сазвежђу Секстант која се налази на NGC листи објеката дубоког неба.
Деклинација објекта је + 5° 42' 32" а ректасцензија 9h 46m 17,3s. Привидна величина (магнитуда) објекта NGC 2990 износи 12,6 а фотографска магнитуда 13,3. Налази се на удаљености од 43,7000 милиона парсека од Сунца. NGC 2990 је још познат и под ознакама UGC 5229, MCG 1-25-21, CGCG 35-51, ARAK 214, IRAS 09436+0556, PGC 28026.